# Robin Dutt
Robin Dutt (Keulen, 24 januari 1965) is een Duits voetbalcoach, die als coach op 25 oktober 2014 werd ontslagen bij Werder Bremen.

## Carrière
Dutt was als voetballer niet verder gekomen dan de amateurs en begon ook bij amateurclubs als TSG Leonberg en TSF Ditzingen te coachen. In 2002 werd hij de nieuwe coach van het belofteteam van Stuttgarter Kickers. Al na één jaar werd hij gepromoveerd naar het eerste elftal van de club, waar hij vier jaar lang eindverantwoordelijke was. In 2007 verkaste hij naar SC Freiburg, waar hij Volker Finke verving, die zestien jaar trainer van de club was geweest. Vanaf 2011 verving hij Jupp Heynckes bij Bayer Leverkusen, maar op 1 april 2012 werd hij ontslagen vanwege tegenvallende resultaten. Gedurende één seizoen was hij vervolgens sportief directeur bij de Duitse voetbalbond, waar hij Matthias Sammer verving.
Op 27 mei 2013 werd Dutt gepresenteerd als nieuwe trainer van Werder Bremen, dat na veertien jaar dienstverband afscheid had genomen van oudgediende Thomas Schaaf. Hij werd ontslagen op 25 oktober 2014 en opgevolgd door de Oekraïner Viktor Skripnik.

## Erelijst

### Trainer
SC Freiburg
- 2. Bundesliga

2009